# Honda CB1300
Honda CB1300 (CB1300 SUPER FOUR, CB1300SF, изнач. BDSM3) — мотоцикл, флагман компании Honda.
Относится к стандартным (классическим) дорожным мотоциклам класса Universal Japanese Motorcycle (UJM). Является продолжателем линейки мотоциклов Honda проекта BigOne.
В середине 90-х из-за жесткой конкуренции среди мото производителей (Suzuki, Yamaha, Kawasaki) в классе больших дорожных «классиков» компания Honda была вынуждена пересмотреть выпускающуюся с ноября 1992 года «литровую» модель CB1000 Super Four (SC30) проекта BigOne, начавшегося еще в 1969 году с модели Honda Dream CB750 Four. Новая модель CB1300SF была визуально похожа на предшественника и сохранила все признаки стандартного «классического» мотоцикла — трубчатая рама, «открытый» двигатель, металлический бак большого объема, круглая фара, два амортизатора в задней подвеске, четырехцилиндровый рядный двигатель.

## Первое поколение SC40 — 1998г
В 1997 году на 32-м Токийском автосалоне компания Honda представила новую модель большого классического мотоцикла, взамен предыдущей модели CB1000 Super Four (SC30).
В феврале 1998 года стартовали продажи CB1300 (CB1300Fw) на внутреннем рынке Японии. Четырехцилиндровый карбюраторный двигатель, объемом 1284 см3 (тип SC38E), был взят с модели X4 (SC38).
В задней подвеске была использована оригинальная «автомобильная» конструкция на параллельных рычагах, работающая с двумя амортизаторами, которая обеспечивала прогрессивную характеристику.
Каждый год модель получала небольшие обновления и новые цветовые гаммы и продавалась до 2002 года включительно только на территории Японии.
В 1999 году модель (SC1300Fx) получила центральную подножку и регулятор жесткости передней вилки.
В 2000 году модель (SC1300Fy) получает серебристую окраску радиатора двигателя и золотистый цвет тормозных суппортов вместо черного, оранжевую подсветку приборов вместо голубой.
В 2001 году модель (SC1300F1) получает четырехпоршневые тормозные суппорты Nissin вместо шестипоршневых.
Также, в 2001 году в честь WGP500 ограниченным тиражом 500 шт была выпущена модель CB1300SF SP отличающуюся одиночным титановым глушителем Moriwaki и расцветкой: в красный цвет были покрашены рама, сидение и переднее крыло. По бокам на сиденье была надпись — «Super Four».
В 2002 году в честь десятилетия проекта Big1 ограниченным тиражом была выпущена модель в сине-белой оригинальной раскраске модели CB1000 1992 года выпуска, так же как и предыдущий ограниченный выпуск с одиночным глушителем и надписью на сиденье «Super Four».
В конце 2002 года небольшая партия (около 500 штук) была продана в Европе под названием SC1300S/F SP (SC1300F2).
Максимальная скорость на японских версиях была искусственно ограничена до 180 км/ч в связи с местным законодательством.
Таблица 1. Модификации
| Год  | Модификация | Тип двигателя | Тип рамы           |
| ---- | ----------- | ------------- | ------------------ |
| 1998 | CB1300Fw    | SC38E-150     | SC40 (SC40-100)    |
| 1999 | CB1300Fx    | SC38E-155     | BC-SC40 (SC40-105) |
| 2000 | CB1300Fy    | SC38E         | BC-SC40 (SC40-106) |
| 2001 | CB1300F1    | SC38E         | BC-SC40 (SC40-107) |
| 2002 | CB1300F2    | SC38E         | BC-SC40 (SC40-108) |

## Второе поколение SC54 — 2003г

### 2003г — CB1300F3/F4
В январе 2003 года под именем CB1300 выходит новая версия мотоцикла (CB1300F3), практически неотличимая внешне, но существенно отличающаяся технически от первого поколения:
- новый дизайн и конструкцию рамы,
- новый инжекторный двигатель (тип SC54E) с системой впрыска топлива PGM-FI,
- снижен сухой вес до 226 кг (246 кг у первого поколения) в частности за счет применения одного глушителя вместо двух,
- HISS иммобилайзер,
- новая приборная панель,
- уменьшена ширина передних и задних шин с 130 мм до 120 мм и с 190 мм до 180 мм соответственно,
- более тонкая передняя вилка (43 мм вместо 45 мм),
- новые колесные диски (пятилучевые вместо трехлучевых),
- передние тормозные суппорта четырехпоршневые вместо шестипоршневых,
- квадратные зеркала заднего вида вместо круглых,
- увеличен багажный отсек под сиденьем до 12 литров.

Новая модель начинает экспортироваться за пределы Японии, в том числе и в Россию.
Таблица 2. Модификации
| Год  | Модификация | Тип двигателя | Тип рамы           | Цвет                            |
| ---- | ----------- | ------------- | ------------------ | ------------------------------- |
| 2003 | CB1300F1_3  | SC54E-100     | BC-SC54 (SC54-100) | NH-341P Pearl Fadeless White    |
| 2003 | CB1300F3-J  | SC54E-100     | BC-SC54 (SC54-100) | NH-411M                         |
| 2003 | CB1300F3-2J | SC54E-100     | BC-SC54 (SC54-100) | NH-1 / PB-332P                  |
| 2004 | CB1300F1_4  | SC54E-110     | BC-SC54 (SC54-110) | NH-341P Pearl Fadeless White    |
| 2004 | CB1300F4-J  | SC54E-110     | BC-SC54 (SC54-110) | NH-463M Darkness Black Metallic |
| 2004 | CB1300F4-2J | SC54E-110     | BC-SC54 (SC54-110) | NH-A30M Force Silver Metallic   |

### 2005-2006 гг. — CB1300_5/_6
В 2005 году модель получает некоторые изменения (CB1300F5) и в дополнение к классической модели Super Four (CB1300SF) добавляется модель Super Bol D’Or (в Европе CB1300S, в Японии CB1300SB) с передним обтекателем и прямоугольной фарой.
Также начинаются продажи моделей с ABS, обозначаемые буквой «А».
В 2006 году ограниченным тиражом была выпущена модель Honda CB1300SA Bol D'or <ABS> Special edition, отличающаяся красной рамой и красным сиденьем.
Таблица 3. Модификации
| Год  | Модификация | Тип двигателя | Тип рамы           | Цвет                                                               |
| ---- | ----------- | ------------- | ------------------ | ------------------------------------------------------------------ |
| 2005 | CB1300_5    | SC54E-120     | BC-SC54 (SC54-120) | Darkness Black Metallic / Pearl Heron Blue                         |
| 2005 | CB1300A_5   | SC54E-120     | BC-SC54 (SC54-120) | Darkness Black Metallic / Pearl Heron Blue                         |
| 2005 | CB1300S_5   | SC54E-120     | BC-SC54 (SC54-120) | Pearl Fadeless White / Darkness Black Metallic                     |
| 2005 | CB1300SA_5  | SC54E-120     | BC-SC54 (SC54-120) | Pearl Fadeless White / Darkness Black Metallic                     |
| 2006 | CB1300_6    | SC54E-130     | BC-SC54 (SC54-130) | Darkness Black Metallic / Pearl Heron Blue                         |
| 2006 | CB1300A_6   | SC54E-130     | BC-SC54 (SC54-130) | Darkness Black Metallic / Pearl Heron Blue                         |
| 2006 | CB1300S_6   | SC54E-130     | BC-SC54 (SC54-130) | Pearl Fadeless White (with Arcadian Red) / Darkness Black Metallic |
| 2006 | CB1300SA_6  | SC54E-130     | BC-SC54 (SC54-130) | Pearl Fadeless White (with Arcadian Red) / Darkness Black Metallic |

### 2007-2008 гг. — CB1300_7/_8
В 2007 году происходит очередное обновление модели (CB1300_7). Изменен  каталитический нейтрализатор для соответствия нормам выброса вредных газов 2007 года и изменена форма сидения. Изменена цветовая гамма раскраски моделей.
Выпускается четыре модификации: классическая с круглой фарой (CB1300/CB1300A) и Super Bol D’Or с полуобтекателем и квадратной фарой (CB1300S/CB1300SA). Модели с ABS обозначались буквой «А».
17 марта 2008 года все модели получают измененную систему впрыска PGM-FI и каталитический нейтрализатор для соответствия экологическим стандартам и впускной воздушный клапан IACV для улучшения стабильности оборотов двигателя.
17 апреля 2008 года было объявлено о выпуске ограниченного тиража в 500 шт модели CB1300 ABS Special Edition, отличающегося красным цветом рамы, переднего крыла и нижней части передней вилки, а также золотыми колесными дисками.
Таблица 4. Модификации
| Год  | Модификация | Тип двигателя | Тип рамы                |
| ---- | ----------- | ------------- | ----------------------- |
| 2007 | CB1300_7    | SC54E-140     | EBL-SC54 (SC54-140)     |
| 2007 | CB1300A_7   | SC54E-140     | EBL-SC54 (SC54-140)     |
| 2007 | CB1300S_7   | SC54E-140     | EBL-SC54 (SC54-140)     |
| 2007 | CB1300SA_7  | SC54E-140     | EBL-SC54 (SC54-140)     |
| 2008 | CB1300_8    | SC54E-150     | EBL-SC54 (SC54-150/151) |
| 2008 | CB1300А_8   | SC54E-150     | EBL-SC54 (SC54-150/151) |
| 2008 | CB1300S_8   | SC54E-150     | EBL-SC54 (SC54-150/151) |
| 2008 | CB1300SA_8  | SC54E-150     | EBL-SC54 (SC54-150/151) |

### 2009г - CB1300_9
18 декабря 2008 года было заявлено об изменении раскраски моделей 2009 года.
Тип двигателя - SC54E-160, тип рамы - SC54-160

### 2010г - CB1300_A
26 ноября 2009 года было объявлено о незначительном обновлении модельного ряда 2010 года. Модель получила снижения высоты сиденья на 10 мм и измененную ручку пассажира, вместо одной сзади по центру стало две по бокам. Так же изменилась форма заднего светодиодного фонаря и выходная мощность генератора.
Тип двигателя - SC54E-170, тип рамы - SC54-170.
С 2010 года в линейке мотоциклов CB1300 дополнительно к Super Four (CB1300/CB1300A) и Super Bol D’Or (CB1300S/CB1300SA) на территории Японии продается модель Super Touring (SB1300TA) с передним обтекателем увеличенного размера, большими пластиковыми боковыми кофрами по 29 литров каждый и ABS.
С 2010 года и по настоящее время в Европе продаются только туристическая модель с полуобтекателем Super Bol D’Or версии с ABS (SB1300SA). Классическая модель Super Four (CB1300) с круглой фарой и туристическая с боковыми кофрами Super Touring (CB1300T) выпускаются только для японского рынка.
Параллельно в линейке классических моделей CB компания Honda выпускает с февраля 2010 года модель CB1100 (SC65).

### 2011г - CB1300_B
Тип двигателя - SC54E-170/180, тип рамы - SC54-180
4 ноября 2010 года было объявлено о выпуске ограниченных серий моделей CB1300 Super Bol D’Or <ABS> Special Edition (CB1300SA) и CB1300 Super Touring <ABS> Special Edition (CB1300TA), отличающихся оригинальной расцветкой: мотоцикл окрашен в белый цвет, крышка бензобака, тормозные суппорты и крышки двигателя окрашены в золотистый цвет, колесные диски — в белый. Также мотоциклы получили эксклюзивную объемную эмблему.

### 2012г
Модели 2012 года получили изменение в расцветке: золотые колесные диски, тормозные диски и крышки двигателя.
9 ноября 2011 года было объявлено о выпуске ограниченной серии в 400 шт моделей CB1300 SUPER FOUR <ABS> Special Edition и CB1300 SUPER BOL D'OR <ABS> Special Edition, посвященных 20-летию проекта BigOne, отличающиеся специальными наклейками на бак и красными колпачками свечей.

## Основные конкуренты
Yamaha XJR1300, Suzuki GSX1400 / GSF1200 Bandit / GSF1250S Bandit, Kawasaki ZRX1100 / ZRX1200R.

## Интересные факты
- Ни одна из модификаций модели CB1300 не продавалась официально на территории США.
- Модель «драгстера» X4 в Японии называется CB1300DC (SC38).
- Модель CB1300 Super Touring (CB1300ST) выпускалась только в версии с ABS и отличалась более дорогой комплектацией.
- В фильме Эволюция Борна в заключительной погоне Аарона и Марту преследуют сначала два полицейских, а потом и спецагент "Larks" 3 на белом мотоцикле Honda CB1000.
- Также интересно заметить что в каждом бензобаке лежит пятачок на удачу